# デモンズプラン
『デモンズプラン』は、岡本喜道による日本の漫画作品。『週刊少年ジャンプ』（集英社）にて2016年51号から2017年12号まで全12話が連載された。

## ストーリー
この作品は選ばれし者の願いを何でも叶えてくれるという、「悪魔の設計図（デモンズプラン）」を巡る物語である。ボロとカルロスは、大金と引き換えにデモンズプランの力で願いを叶えようとすることを試みるが、ボロは窃盗の冤罪をかけられその金を奪われた。身代わりになって牢に入れられたカルロスは自白させられた結果死刑になってしまう。さらにデモンズプランが金を詐取するための偽物であり、そのようなものは実在しなかったとカルロスは聞かされる。だがそんな中、パトロンという男が「本物の」デモンズプランをもってカルロスの前に現れた。パトロンの言葉を聞いたボロは長年住んでいたダンピングタウンを出てまずはクロスシティを目指した。

## 用語
デモンズプラン
デモンズプランによって力を得るには常軌を逸した欲の強さが必要であり、その欲の強さに反応したデモンズプランに能力を与えられた者を悪魔と呼ぶ。パトロンによると、悪魔になった者は「歪な不死不労の呪い」に蝕まれ、同じ悪魔に殺されて死ぬか自ら以外の悪魔を全て殺すことによって呪いが解ける。悪魔の中の最後の1人となったものは人へと戻り、どんな願いも叶えられるという。
悪魔
悪魔同士は各勢力に分かれて戦っており、勢力争いのトップに立つのは十愚魔（ドグマ）と呼ばれる10人の悪魔である。

## 登場キャラクター

### 主要人物
ボロ
本作の主人公。デモンズプランによって能力に目覚めたカルロスから「どんなに種を植えても土が腐っていれば花は咲かない。俺は世界を牛耳るクズを葬る。一緒に行こう」と誘われるが、ボロは「俺が願ったのは俺たちが笑っているハッピーエンドだ」と断る。悪魔の能力を持つカルロスにボコボコにされる中で、己の命すら度外視して他を守ろうとする剥き出しの守護慾にデモンズプランが反応し、自らの血液を固まらせて鎧化する「赤鎧（あかがね）」という能力に目覚める。
カルロス
ボロのパートナー。カルロスの方が賢いが、ボロに助けられた恩を感じているためボロの下についている。10年前、車いすの少年がデモンズプランの力により歩けるようになった（後にその奇跡は嘘であることが発覚）のを見て、デモンズプランに挑戦したいと思うようになった。パトロンの介在によって本物のデモンズプランを使用し、破壊慾を満たすための力「血霧翼（ちぎりばね）」に目覚める。後に十愚魔の勢力争いに参加し、新たな十愚魔となった。
パトロン
知識慾を司る悪魔。カルロスのことを高く評価している一方、ボロを凡夫扱いしている。中立の十愚魔。

### ダンピングタウンの人物
ベノトン
偽物のデモンズプランで金儲けをしていた大富豪。パトロンの襲来によって死亡する。
社長
ボロの勤務先の社長。ボロを倅のように思っており、社長に辞表を出したボロを静かに送り出した。
ペッツ&トニス
ボロとカルロスの同僚。

### クロスシティの人物
サルビア
情報屋の女の子。カルーアミルクが好物。最初は無一文のボロを相手にしなかったが、ボロが悪魔であると知るや否や態度を急変させ、銃口を突き付けて情報を引き出そうとした。兄が失踪しており、情報屋を始めたのも兄を探すためである。後にボロの協力者となる。

### 悪魔
ベロニカ=ストレリチア
収集慾にデモンズライトが反応した人物。手に入れたものを集めて体に保管し、体から自在にそれらを生やすことができる能力の持ち主。所有欲が強く、気に入った人間をコレクションに加えたがる。ボロの赤鎧の能力に負け、ボロに自身を殺すように頼んだ。ボロは助けたが、パトロンが銃でとどめを刺した。
ユースティス=ベルガモッド
正義慾を司る悪魔。ボロ達に悪魔について教えた。自身は悪魔の呪いが無ければとうに老人になっているほどの年齢であり、妹は既によぼよぼの老婆になっている。

### その他
ロブリオン=ビリー
ユースティスの回想に出てきた人物。人買いのような側面を持っていた貴族。ユースティスの友人であるノーチェをさらい、ユースティスの怒りを買った。ノーチェ一人の命を救うことに固執するあまり何人もの犠牲者を出したユースティスに対して「お前が何もしなければ1人も死ななかった」と批判した。「超再生」を活かして体の一部を過剰な数生やしたり、体力を単純に回復させたりする難敵。

## 書誌情報
- 岡本喜道 『デモンズプラン』 集英社〈ジャンプコミックス〉、全2巻
  1. 「ハッピーエンドのその先に」2017年4月9日発行（4月4日発売[集 1]）、ISBN 978-4-08-881051-5
  2. 「もう一度」2017年5月7日発行（5月2日発売[集 2]）、ISBN 978-4-08-881106-2

1巻には読切『逃がし屋』WJ版、2巻には読切『BRAIN BRAIKER』が収録されている。